# Cao Bằng
Cao Bằng là một tỉnh thuộc vùng Đông Bắc Bộ, Việt Nam. Theo dữ liệu Sáp nhập tỉnh, thành Việt Nam 2025, 	Cao Bằng	có diện tích: 	6.700	km²,	xếp thứ	23; dân số:	573.119	người,	xếp thứ	33; GRDP 2024: 	25.203.769	triệu VNĐ	, xếp thứ	34; thu ngân sách 2024:	2.476.011	triệu VNĐ, xếp thứ	33; thu nhập bình quân:	30,70	triệu VNĐ/năm, 	xếp thứ	32.

## Địa lý
Tỉnh Cao Bằng nằm ở phía đông bắc Việt Nam, có vị trí địa lý:
- Phía đông và phía bắc giáp khu tự trị dân tộc Zhuang Quảng Tây, Trung Quốc
- Phía tây giáp tỉnh Tuyên Quang
- Phía nam giáp tỉnh Lạng Sơn và tỉnh Thái Nguyên.

#### Các điểm cực của tỉnh Cao Bằng:
- Điểm cực bắc tại: thôn Lũng Mẩn, xã Đức Hạnh, huyện Bảo Lâm.
- Điểm cực đông tại: xã Lý Quốc, huyện Hạ Lang.
- Điểm cực tây tại: xã Quảng Lâm, huyện Bảo Lâm.
- Điệm cực nam tại: thôn Na Phai, xã Trọng Con, huyện Thạch An.

Trung tâm hành chính của tỉnh là Thành phố Cao Bằng, cách Hà Nội 279 km. Chiều dài của tỉnh theo chiều bắc - nam là 80 km, từ 23°7'12"B đến 22°21'21"B (tính từ xã Trọng Con huyện Thạch An đến xã Đức Hạnh huyện Bảo Lâm). Chiều rộng theo chiều đông - tây là 170 km, từ 105°16'15"Đ - 106°50'25"Đ (tính từ xã Quảng Lâm, huyện Bảo Lâm đến xã Lý Quốc huyện Hạ Lang), trung tâm địa lý của tỉnh nằm ở xã Trương Lương, huyện Hòa An.

### Điều kiện tự nhiên
Tỉnh Cao Bằng có diện tích đất tự nhiên 6.690,72 km², là cao nguyên đá vôi xen lẫn núi đất, có độ cao trung bình trên 200 m, vùng sát biên có độ cao từ 600–1.300 m so với mặt nước biển. Núi non trùng điệp. Rừng núi chiếm hơn 90% diện tích toàn tỉnh. Từ đó hình thành nên 3 vùng rõ rệt: Miền đông có nhiều núi đá, miền tây núi đất xen núi đá, miền tây nam phần lớn là núi đất có nhiều rừng rậm.
Trên địa bàn tỉnh có hai dòng sông lớn là sông Gâm ở phía tây và sông Bằng Giang ở vùng trung tâm và phía đông, ngoài ra còn có một số sông ngòi khác như sông Quây Sơn, sông Bắc Vọng, sông Nho Quế, sông Năng, sông Neo hay sông Hiến.

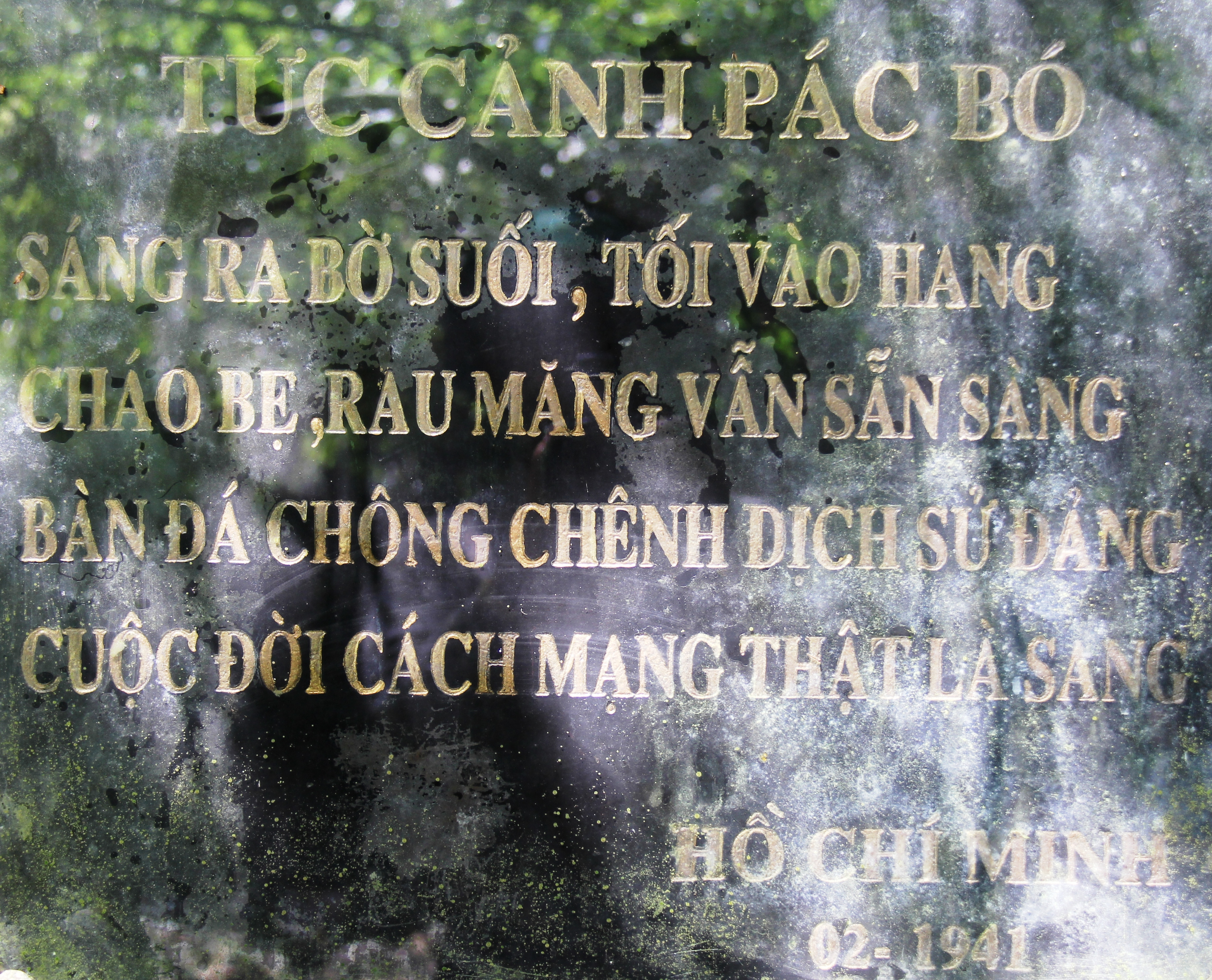
Bài thơ Tức cảnh Pác Bó tại khu di tích Pác Bó thuộc huyện Hà Quảng

Đa số diện tích Cao Bằng được che phủ bởi rừng vì thế không khí khá trong sạch ở các vùng nông thôn, các khu dân cư và ở trung tâm thành phố. Các tuyến đường chính của Cao Bằng có mức độ ô nhiễm bụi không cao, do phương tiện giao thông ít, mật độ dân số thấp. Nguồn nước sông đang bị ô nhiễm do ý thức vứt rác bữa bãi của một số người dân cùng với ngành khai thác cát đã làm cho các dòng sông ở đây bị ô nhiễm, hệ sinh thái bị ảnh hưởng. Các phương tiện giao thông trong tỉnh chủ yếu là xe máy, phương tiện ít làm cho mức tiêu thụ nhiên liệu không cao, Cao Bằng không bị ô nhiễm bởi các khí thải nhà kính và nhiều khí độc khác. Bởi vậy, so với các địa phương khác của Việt Nam, Cao Bằng là một trong những tỉnh có khí hậu trong lành và ít ô nhiễm nhất.

### Khí hậu
Nhìn chung Cao Bằng có khí hậu ôn hòa dễ chịu. Với khí hậu cận nhiệt đới ẩm, địa hình đón gió nên chịu ảnh hưởng trực tiếp từ các đợt không khí lạnh từ phương bắc. Tuy nhiên nhiệt độ của Cao Bằng chưa bao giờ xuống thấp quá 0 °C, hầu như vào mùa đông trên địa bàn toàn tỉnh không có băng tuyết (trừ một số vùng núi cao có băng đá xuất hiện vào mùa đông).
Mùa hè ở đây có đặc điểm nóng ẩm, nhiệt độ cao trung bình từ 30 - 32 °C và thấp trung bình từ 23 - 25 °C, nhiệt độ không lên đến 39 - 40 °C. Vào mùa đông, do địa hình Cao Bằng đón gió nên nó có kiểu khí hậu gần giống với ôn đới, nhiệt độ trung bình thấp từ 5 - 8 °C và trung bình cao từ 15 - 28 °C, đỉnh điểm vào những tháng 12, 1 và 2 nhiệt độ có thể xuống thấp hơn khoảng từ 6 - 8 °C, độ ẩm thấp, trời hanh khô vào đầu mùa. Mùa xuân và mùa thu không rõ rệt, thời tiết thất thường; mùa xuân thường có tiết trời nồm, mùa thu mát, dễ chịu.
| Dữ liệu khí hậu của Cao Bang      | Dữ liệu khí hậu của Cao Bang | Dữ liệu khí hậu của Cao Bang | Dữ liệu khí hậu của Cao Bang | Dữ liệu khí hậu của Cao Bang | Dữ liệu khí hậu của Cao Bang | Dữ liệu khí hậu của Cao Bang | Dữ liệu khí hậu của Cao Bang | Dữ liệu khí hậu của Cao Bang | Dữ liệu khí hậu của Cao Bang | Dữ liệu khí hậu của Cao Bang | Dữ liệu khí hậu của Cao Bang | Dữ liệu khí hậu của Cao Bang | Dữ liệu khí hậu của Cao Bang |
| Tháng                             | 1                            | 2                            | 3                            | 4                            | 5                            | 6                            | 7                            | 8                            | 9                            | 10                           | 11                           | 12                           | Năm                          |
| --------------------------------- | ---------------------------- | ---------------------------- | ---------------------------- | ---------------------------- | ---------------------------- | ---------------------------- | ---------------------------- | ---------------------------- | ---------------------------- | ---------------------------- | ---------------------------- | ---------------------------- | ---------------------------- |
| Trung bình ngày tối đa °C (°F)    | 18 (64)                      | 19 (66)                      | 23 (73)                      | 27 (81)                      | 31 (88)                      | 32 (90)                      | 32 (90)                      | 32 (90)                      | 31 (88)                      | 27 (81)                      | 24 (75)                      | 20 (68)                      | 26 (80)                      |
| Tối thiểu trung bình ngày °C (°F) | 10 (50)                      | 12 (54)                      | 16 (61)                      | 19 (66)                      | 23 (73)                      | 24 (75)                      | 24 (75)                      | 24 (75)                      | 22 (72)                      | 19 (66)                      | 15 (59)                      | 11 (52)                      | 18 (65)                      |
| Lượng mưa trung bình mm (inches)  | 22 (0.9)                     | 26 (1.0)                     | 39 (1.5)                     | 91 (3.6)                     | 174 (6.9)                    | 229 (9.0)                    | 224 (8.8)                    | 249 (9.8)                    | 150 (5.9)                    | 91 (3.6)                     | 44 (1.7)                     | 20 (0.8)                     | 1.359 (53.5)                 |
| Số ngày mưa trung bình            | 10                           | 10                           | 12                           | 14                           | 15                           | 17                           | 18                           | 19                           | 14                           | 12                           | 9                            | 8                            | 158                          |
| Số giờ nắng trung bình tháng      | 62                           | 56                           | 93                           | 120                          | 186                          | 150                          | 186                          | 186                          | 180                          | 155                          | 120                          | 124                          | 1.618                        |
| Nguồn: World Climate Guide        |                              |                              |                              |                              |                              |                              |                              |                              |                              |                              |                              |                              |                              |

### Dân cư
Dân số toàn tỉnh là 530.341 người (theo điều tra dân số ngày 01/04/2019 của Cục Thống kê tỉnh Cao Bằng)  . Thành thị: 123.407 người. Nông thôn: 406.934 người. Tỷ lệ đô thị hóa (2022): 23,2%
Các dân tộc ở Cao Bằng gồm Tày: 216.577 người (chiếm 40,84% dân số), Nùng: 158.114 người (29,81 %), Mông: 61.579 người (11,65 %), Dao: 54.947 người (10,36 %), Kinh: 27.170 người (5,12 %), Sán Chay: 7.908 người (1,49%), Lô Lô: 2.861 người (0,54%), các dân tộc khác: 1005 người (0.19%).

## Lịch sử

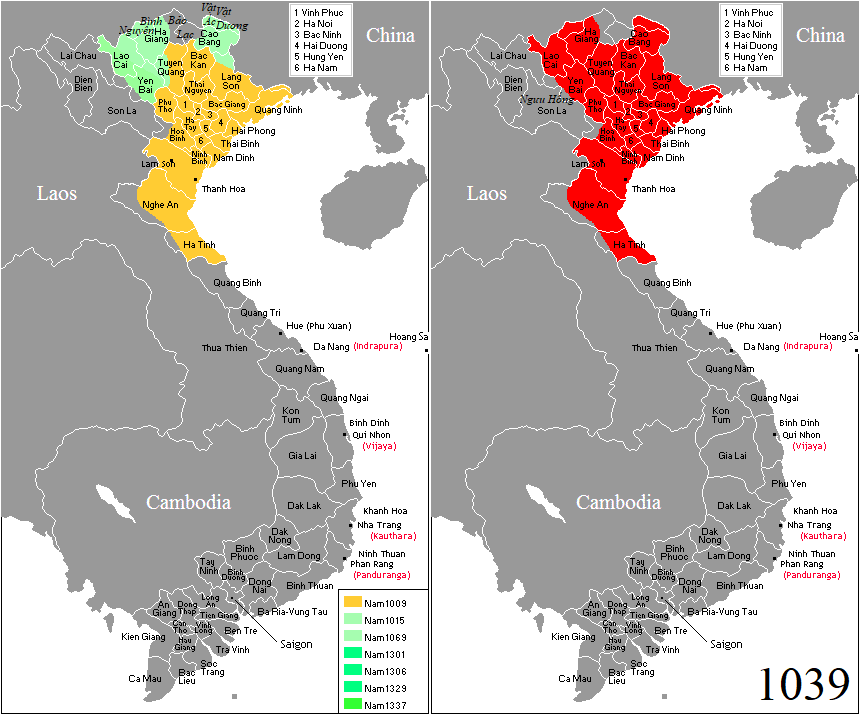
Nhà Lý mở rộng lãnh thổ vùng Cao Bằng, năm 1039.

Vùng đất tỉnh Cao Bằng bắt đầu thuộc lãnh thổ Việt Nam vào năm 1039, khi Lý Thái Tông đánh thủ lĩnh châu Thảng Do và châu Quảng Nguyên ( nay là huyện Quảng Hòa) là Nùng Tồn Phúc.
Năm 1041 vợ A Nùng và con trai của Tồn Phúc là Nùng Trí Cao từ động Lôi Hỏa (Hạ Lôi, nay là khoảng hương Hạ Lôi huyện Đại Tân địa cấp thị Sùng Tả tỉnh Quảng Tây Trung Quốc, phía đông bắc huyện Trùng Khánh) về chiếm lại 2 châu trên, nhà Lý cử quân lên đánh bắt được Trí Cao nhưng không giết mà cho làm quan nhà Lý cai quản các châu động trên. Nhà Lý gộp thêm các động Vật Dương, động Lôi Hỏa, động Bình An, động Bà Tư (là các động vốn trong số 10 động thuộc quyền cai quản của Tồn Phúc), cùng châu Thảng Do vào đất Quảng Nguyên và gọi chung là châu Quảng Nguyên. Ngoài châu Quảng Nguyên, thì năm 1041, châu Tư Lang (nay là đất 2 huyện Trùng Khánh và Hạ Lang tỉnh Cao Bằng) nằm ở phía đông bắc châu Quảng Nguyên, nhà Lý cũng phụ vào đất cai quản của Trí Cao, coi như đất Đại Cồ Việt vùng Trí Cao cai quản mà sau đó nhà Lý đòi chủ quyền với nhà Tống gồm 2 châu Tư Lang và Quảng Nguyên (gộp cả Bình An (nay thuộc Cao Bằng), Bà Tư (nay thuộc Cao Bằng), Thảng Do, Lôi Hỏa (phía đông nam Vật Dương), Vật Dương (phía đông Vật Ác), Vật Ác (vùng phía nam trấn An Đức của Tĩnh Tây Quảng Tây ngày nay)). Tuy bề ngoài thần phục nhà Lý, nhưng bên trong Nùng Trí Cao nuôi chí tự cường lập quốc gia độc lập. Năm 1048 Trí Cao lại nổi dậy đánh chiếm động Vật Ác (vùng phía nam An Đức trấn của Tĩnh Tây Trung Quốc ngày nay), vốn thuộc nhà Lý từ năm 1039, nhà Lý đem quân lên đánh. Sau khi gây sự với nhà Lý không thành, Trí Cao đánh chiếm châu An Đức (Ande Zhou 安德州, nay là khoảng địa bàn trấn An Đức của thành phố cấp huyện Tĩnh Tây) và vùng biên giới các tỉnh Quảng Tây, Quảng Đông Trung Quốc. Nhà Tống tiêu diệt quốc gia của Trí Cao năm 1055. Các thủ lĩnh địa phương cai quản châu động kế thừa Trí Cao, không thực sự thần phục nhà Lý, đem một số động thuộc châu Quảng Nguyên (là phần đất phía bắc Cao Bằng ngày nay thuộc thành phố cấp huyện Tĩnh Tây Trung Quốc) sang thần phục nhà Tốngː Nùng Tông Đán (Tông Đản) năm 1049 đem động Vật Ác (sau thuộc Tống bị nhà Tống đổi thành Thuận An châu, nay là các hương trấn biên giới thuộc thành phố cấp huyện Tĩnh Tây địa cấp thị Bách Sắc khu Tự trị Dân tộc Choang Quảng Tây, nằm ở phía tây nam thành phố Tĩnh Tây tiếp giáp các huyện Hà Quảng, Trà Lĩnh tỉnh Cao Bằng, có thể là vùngː hương Nam Pha, hương Thôn Bàn, hương An Ninh, trấn Long Bang (An Bang),...), Nùng Trí Hội năm 1062 đem động Vật Dương sang Tống (nhà Tống đổi tên thành Quy Hóa châu, nay là các hương trấn phía đông nam thành phố cấp huyện Tĩnh Tây, tiếp giáp huyện Trùng Khánh Cao Bằng, có lẽ làː hương Nhâm Trang (Nhâm Động), trấn Nhạc Vũ, trấn Hồ Nhuận (Nhuận Động), trấn Hóa Động,... Kèm theo đất Vật Dương nhập Tống đợt này, có thể có cả đất động Lôi Hỏa (Hạ Lôi),...). Đến Chiến tranh Tống-Việt, 1075-1077, châu Quảng Nguyên (bao gồm các vùng đất ngày nay là các huyện Hà Quảng, Trà Lĩnh (H.Trùng Khánh), Quảng Uyên, Hòa An, thành phố Cao Bằng, Phục Hòa), châu Tư Lang (nay là Trùng Khánh, Hạ Lang), cùng các châu nay thuộc Lạng Sơn làː Thất Nguyên (Thất Khê, Tràng Định), Môn (Cao Lộc), Tô Mậu (Đình Lập), bị Quách Quỳ tướng nhà Tống chiếm đóng không trả lại Đại Việt sau chiến tranh (Giai đoạn này châu Quảng Nguyên bị nhà Tống đổi tên thành Thuận châu).
Bằng chiến thuật vừa gây xung đột biên giới (lùng bắt Nùng Trí Hội), vừa ngoại giao triều cống và đàm phán, từ năm 1077 đến năm 1088, vua quan nhà Lý thời Lý Nhân Tông dần thu phục lại gần như hoàn toàn các vùng đất bị nhà Tống chiếm từ nhà Lý trước đó và trong cuộc chiến Tống - Việt. Kết quả đàm phán của phái đoàn Đào Tông Nguyên sứ thần nhà Lý năm 1079, thu lại được toàn bộ các châu nay là đất Lạng Sơn (là châu Tô Mậu, châu Môn và châu Thất Nguyên), đất nay thuộc Cao Bằng thì thu lại được châu Tư Lang, và phần lớn châu Quảng Nguyên (Thuận châu nhà Tống, phần đất nhà Tống chiếm trong cuộc chiến 1076-1077), trừ phân đất Vật Ác (châu Thuận An nhà Tống), Vật Dương (châu Quy Hóa nhà Tống), Lôi Hỏa mất về nhà Tống trước chiến tranh thì nhà Tống không trả.
Năm 1084, phái đoàn Lê Văn Thịnh sứ thần nhà Lý, tiếp tục sang Bằng Tường Quảng Tây Trung Quốc đàm phán đòi lại đất hai động Vật Dương và Vật Ác từ nhà Tống. Nhưng thay vì trả đất hai động Vật Dương và Vật Ác của châu Quảng Nguyên, thì nhà Tống đổi lại trả cho nhà Lý vùng đất 6 huyệnː Bảo Lạc, Luyện, Miêu (Pác Miêu), Đinh, Phóng, Cận (là đất nay thuộc các huyện Bảo Lạc, Bảo Lâm tỉnh Cao Bằng) cùng 2 động Túc (Tĩnh Túc), Tang (nay là khoảng vùng đất huyện Nguyên Bình Cao Bằng). Các huyện động này vốn là các châu động ki mi nằm kẹp giữa hai nước Lý, Tống, nằm ở phía tây châu Quảng Nguyên, ở phía đông châu Bình Nguyên (Vị Xuyên, Hà Giang). Tuy nhiên, nhà Lý vẫn kiên trì tiếp tục đàm phán đòi đất 2 động Vật Dương, Vật Ác cho đến năm 1088, nhưng không thành công. Từ đó đất 2 động Vật Ác (châu Thuận An nhà Tống), Vật Dương (châu Quy Hóa nhà Tống) vĩnh viễn thuộc Trung Quốc (ngày nay chúng là vùng đất phía nam của thành phố cấp huyện Tĩnh Tây địa cấp thị Bách Sắc khu Tự trị Dân tộc Choang tỉnh Quảng Tây, tiếp giáp biên giới với các huyện Hà Quảng, Trà Lĩnh, và Trùng Khánh của Cao Bằng). Đại Việt sử ký tiền biên, Ngô Thì Sĩ chépː "Giáp Tý năm thứ 9 (1084, Tống Nguyên Phong năm thứ 7) mùa Hạ tháng 6, sai Thị lang bộ Binh là Lê Văn Thịnh sang Tống bàn việc biên giới. Họp với Hữu giang tuần kiểm nhà Tống là Thành Tác ở Quảng Tây bàn về biên giới Thuận An, Quy Hóa. Văn Thịnh đến nơi, mọi việc đều lựa chiều uốn nắn, không hề biện bác, chỉ từ từ lấy lý mà giảng giải, có câu rằngː "Bồi thần này không dám tranh chấp". Vua Tống nghe tin, ban chiếu cho Văn Thịnh là biết theo ý kính thuận, ban cho áo dài rồi nhân đó trả cho ta 6 huyện thuộc Bảo Lạc, 2 động thuộc Túc Tang ở phía ngoài cửa ải."
Thời Lê sơ, Lê Thánh Tông cho lập thừa tuyên Thái Nguyên (Ninh Sóc), thì Cao Bằng là 1 trong 3 phủ của thừa tuyên Thái Nguyên. Phủ Cao Bằng lúc này gồm 4 châuː Thượng Tư Lang (châu Thượng Lang, nay là huyện Trùng Khánh), Hạ Tư Lang (châu Hạ Lang, nay là huyện Hạ Lang), Quảng Uyên (đổi từ châu Quảng Nguyên, nay là các huyện Quảng Uyên, Phục Hòa), Thạch Lâm (nay là các huyện Hà Quảng, Trùng Khánh, Thạch An, Hòa An, Nguyên Bình, và thành phố Cao Bằng). Phần phía tây tỉnh Cao Bằng ngày nay lại thuộc thừa tuyên Tuyên Quang là châu Bảo Lạc thuộc phủ Yên Bình, (châu Bảo Lạc nay là đất các huyện Bảo Lạc, Bảo Lâm của tỉnh Cao Bằng).
Năm 1499 niên hiệu Cảnh Thống thứ 2, vua Lê Hiến Tông tách phủ Cao Bằng ra khỏi Thái Nguyên lập thành một trấn riêng mang tên Cao Bằng. Từ đây Cao Bằng trở thành đơn vị hành chính tương đương cấp tỉnh ngày nay. Nên hiện nay, Việt Nam lấy năm 1499 là năm thành lập tỉnh Cao Bằng.. Tuy nhiên, Đào Duy Anh thì cho rằng Cao Bằng chỉ thực sự tách khỏi Thái Nguyên thành một trấn (đơn vị hành chính cấp tỉnh) từ sau khi nhà Mạc bị diệt. Trong cuốn Đất nước Việt Nam qua các đời, Đào Duy Anh viếtː "Phủ Cao Bằngː Nhất thống chí (Cao Bằng) chép rằng đời Lê Quang Thuận là phủ Bắc Bình; đời Hồng Đức mới đổi làm Cao Bình, tức Cao Bằng. Sau khi họ Mạc bị diệt hẳn mới đổi làm trấn Cao Bằng, vẫn lãnh một phủ là phủ Cao Bằng; đầu đời Gia Long đặt trấn thủ; năm thứ 7 (1808) đổi tên phủ làm [phủ] Trùng Khánh, năm Minh Mạng thứ 12 (1831) làm tỉnh Cao Bằng."
Sau khi thất thủ Thăng Long năm 1592, nhà Mạc chạy lên Cao Bằng và xây dựng vùng đất này để chống lại nhà Lê Trịnh cho đến 1677 mới chấm dứt.

### Thời Pháp thuộc

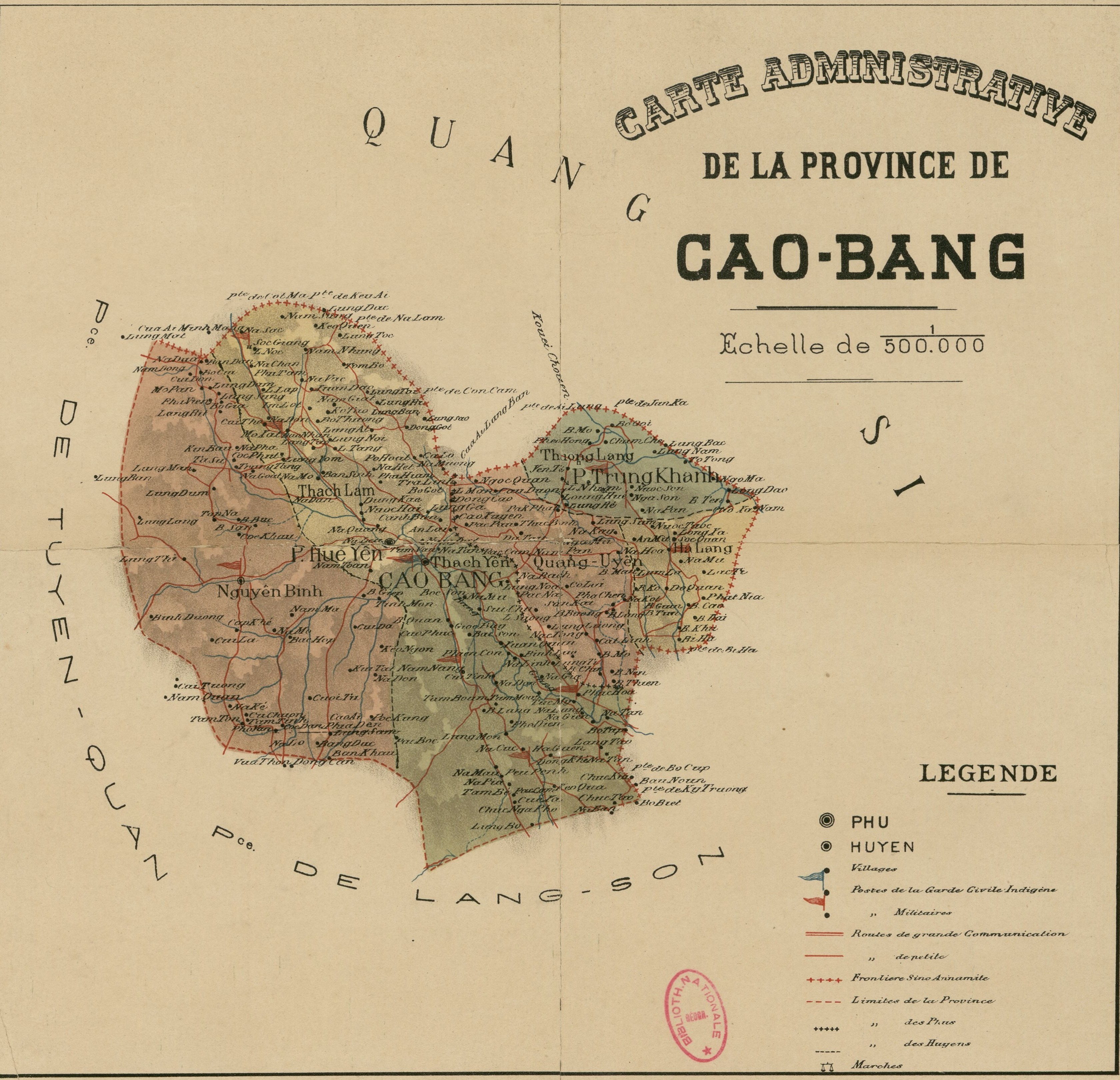
Bản đồ tỉnh Cao Bằng năm 1891

Từ năm 1886 – 1945, tên gọi, địa giới và số lượng các đơn vị hành chính tỉnh Cao Bằng luôn có sự thay đổi. Cuối thế kỷ XIX, tỉnh Cao Bằng gồm có phủ Trùng Khánh (với 3 châu: Thượng Lang, Hạ Lang, Quảng Uyên) và phủ Hòa An (với 3 châu: Thạch Lâm, Thạch An, Nguyên Bình).
Tháng 10 năm 1886, thực dân Pháp đánh chiếm Cao Bằng, đặt J. Gallieni làm chỉ huy chính.
Năm 1888, Cao Bằng là một quân khu, do Oudri làm chỉ huy trưởng. Quân khu Cao Bằng gồm Tiểu quân khu Cao Bằng và các đồn binh: Cao Bằng, Sóc Giang, Nguyên Bình, Ngân Sơn, Trà Lĩnh, Trùng Khánh, Hạ Lang, Phục Hoà, Nặm Nàng.
Thực dân Pháp đã phân chia địa bàn từ Thanh Hoá trở ra bắc thành 14 quân khu. Mỗi quân khu do một sĩ quan cấp đại tá hoặc cấp tướng trực tiếp chỉ huy.
Ngày 06/8/1891, Toàn quyền Đông Dương ra nghị định bãi bỏ các quân khu và thiết lập các đạo quan binh. Đạo quan binh là đơn vị hành chính đặc biệt do giới quân sự nắm quyền cai trị. Mỗi đạo quan binh do một sĩ quan đứng đầu làm tư lệnh với đầy đủ quyền dân sự và quân sự, thời kỳ đầu về dân sự ngang với Thống sứ Bắc Kỳ.
Ngày 20/8/1891, Toàn quyền Đông Dương ra nghị định thành lập tại Bắc Kỳ 4 đạo quan binh: Đạo quan binh 1 Phả Lại, Đạo quan binh 2 Lạng Sơn, Đạo quan binh 3 Yên Bái, Đạo quan binh 4 Sơn La. Đạo quan binh thứ 2 thủ phủ đặt tại Cao Bằng (Cao Bằng là tiểu quân khu thuộc Đạo quan binh 2). Tư lệnh trưởng đầu tiên là Escoubet. Sau đó chuyển thành Đạo quan binh 2 Cao Bằng, đạo lỵ đặt tại Cao Bằng, gồm 3 tiểu quân khu: Cao Bằng, Bảo Lạc, Bắc Kạn.

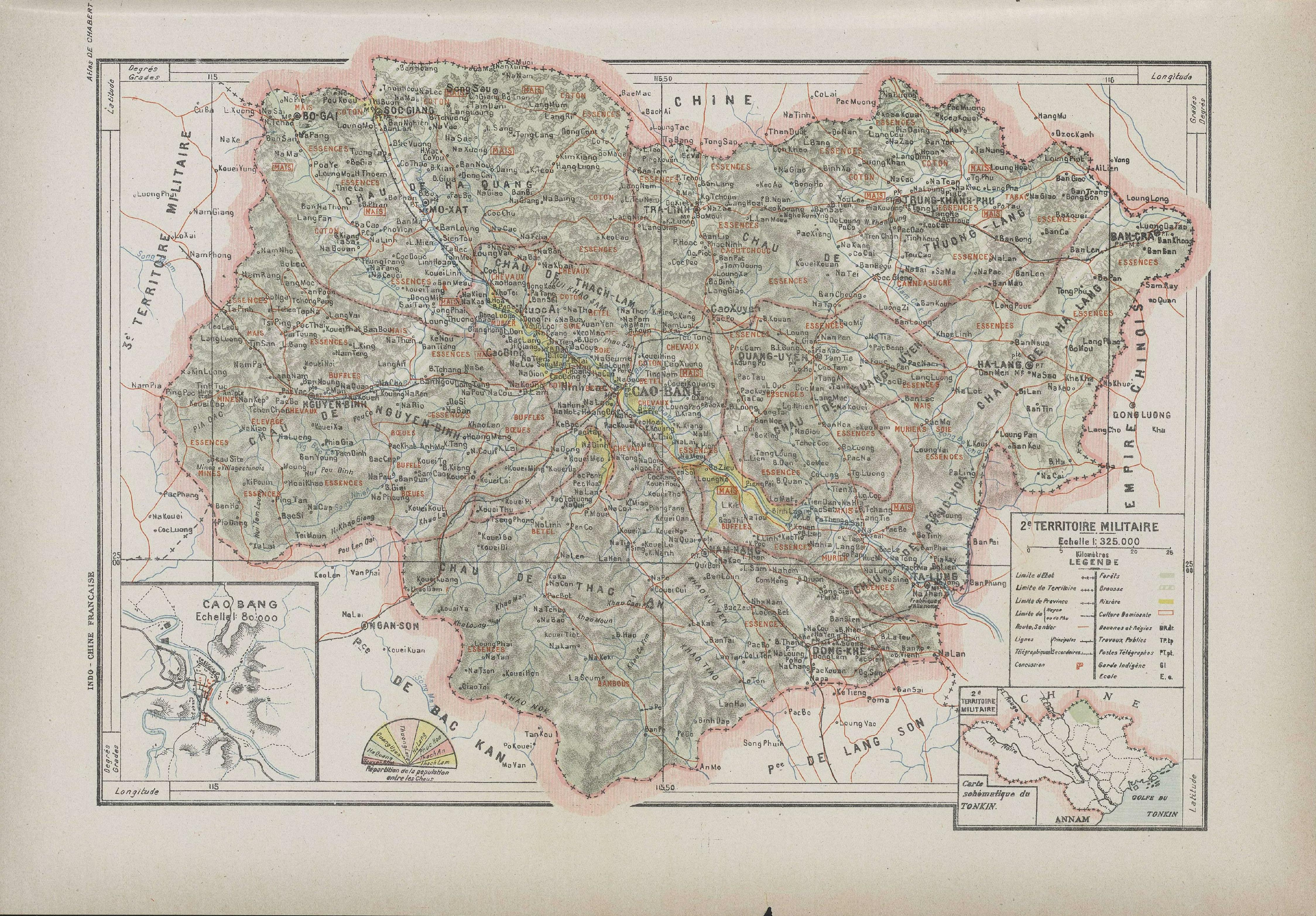
Bản đồ tỉnh Cao Bằng năm 1909

Ngày 01/01/1906, Toàn quyền Đông Dương ra quyết định: "các Đạo quan binh 2, 3 và 4 được đặt lại, về phương diện tài chính dưới quyền của Thống sứ Bắc Kỳ và được cai trị theo luật lệ hiện hành tại các tỉnh dân sự; chỉ huy Pháp ở Cao Bằng lúc này là A. de Salins. Việc cai trị các Đạo quan binh 2, 3 và 4 vẫn đặt dưới quyền một sĩ quan cao cấp cấp đại tá hoặc trung tá. Mỗi đạo quan binh được phân thành 2 hạt. Việc chia thành khu vực bị bãi bỏ".
Từ sau Nghị định của Toàn quyền Đông Dương ngày 16/4/1908, đạo quan binh chia thành các đơn vị hành chính và tư pháp ngang với công sứ các tỉnh dân sự. Cao Bằng lúc này (năm 1908) do M. Panescorse làm chỉ huy chính
Năm 1926, theo sách Địa dư các tỉnh Bắc Kỳ, "Cao Bằng là Đạo quan binh thứ nhì" gồm 1 phủ: Hòa An (phủ lỵ ở Nước Hai); 7 châu: Hà Quảng, Thạch An, (châu lỵ ở Đông Khê), Nguyên Bình, Phục Hoà (châu lỵ ở Tà Lùng), Quảng Uyên, Thượng Lang (châu lỵ ở Trùng Khánh phủ) và Hạ Lang; 3 đại lý: Quảng Uyên, Nguyên Bình và Đông Khê.

### Sau năm 1945
Năm 1948, Chính phủ quyết định bãi bỏ cấp tổng, phủ, đạo, châu. Cấp trên cấp xã và dưới cấp tỉnh thống nhất gọi là huyện. Tỉnh Cao Bằng lúc đó gồm thị xã Cao Bằng và 10 huyện: Bảo Lạc, Hạ Lang, Hà Quảng, Hòa An, Nguyên Bình, Phục Hòa, Quảng Uyên, Thạch An, Trấn Biên, Trùng Khánh.
Ngày 3 tháng 10 năm 1950, Cao Bằng hoàn toàn được giải phóng khỏi ách thống trị của thực dân Pháp.
Ngày 1 tháng 7 năm 1956, Cao Bằng cùng các tỉnh Bắc Kạn, Lạng Sơn, Thái Nguyên, Tuyên Quang, Hà Giang hợp thành Khu tự trị Việt Bắc.
Ngày 20 tháng 3 năm 1958, huyện Trấn Biên được đổi tên thành huyện Trà Lĩnh.
Ngày 14 tháng 3 năm 1963, thành lập thị trấn Tĩnh Túc trực thuộc tỉnh Cao Bằng theo Quyết định số 26-CP.
Ngày 7 tháng 4 năm 1966, chia huyện Hà Quảng thành hai huyện Hà Quảng và Thông Nông.
Ngày 8 tháng 3 năm 1967, hai huyện Phục Hòa và Quảng Uyên hợp nhất thành huyện Quảng Hòa theo Quyết định số 27-CP.
Ngày 15 tháng 9 năm 1969, giải thể huyện Hạ Lang, nhập vào hai huyện Quảng Hòa và Trùng Khánh theo Quyết định số 176-CP.
Đến ngày 27 tháng 12 năm 1975, Quốc hội nước Việt Nam Dân chủ cộng hoà (khoá V) kỳ họp thứ 2 quyết nghị bỏ cấp khu trong hệ thống các đơn vị hành chính. Tỉnh Cao Bằng và Lạng Sơn hợp nhất thành một tỉnh là Cao Lạng, tỉnh lỵ đặt tại thị xã Cao Bằng.
Ngày 29 tháng 12 năm 1978, tái lập tỉnh Cao Bằng từ tỉnh Cao Lạng, đồng thời nhập hai huyện Ngân Sơn và Chợ Rã của tỉnh Bắc Thái vào tỉnh Cao Bằng theo Nghị quyết của Quốc hội khóa VI, kỳ họp thứ 4. Khi đó tỉnh Cao Bằng có tỉnh lị là thị xã Cao Bằng và 11 huyện: Bảo Lạc, Chợ Rã, Hà Quảng, Hòa An, Ngân Sơn, Nguyên Bình, Quảng Hòa, Thạch An, Thông Nông, Trà Lĩnh, Trùng Khánh.
Ngày 17 tháng 2 năm 1979, quân Trung Quốc chiếm được thị xã Cao Bằng và đã hủy diệt hầu như toàn thị xã, các công trình kiến trúc đã bị phá tan tành, kể cả chùa chiền đền miếu. Khu di tích chủ tịch Hồ Chí Minh tại hang Pác Bó, xã Trường Hà, huyện Hà Quảng cũng bị đặt bom mìn phá sập cửa hang và các di tích của Bác, bức bia đá Bác viết khi vừa trở về Tổ quốc cũng bị nứt làm đôi.
Ngày 1 tháng 9 năm 1981, tái lập huyện Hạ Lang từ các xã đã nhập vào hai huyện Quảng Hòa và Trùng Khánh theo Quyết định số 44-HĐBT ngày 1 tháng 9 năm 1981. Cùng ngày, chuyển thị trấn Tĩnh Túc trực thuộc huyện Nguyên Bình Quyết định số 44-HĐBT.
Ngày 6 tháng 11 năm 1984, huyện Chợ Rã đổi tên thành huyện Ba Bể theo Quyết định số 144-HĐBT.
Cuối năm 1995, tỉnh Cao Bằng có 1 thị xã Cao Bằng và 12 huyện: Ba Bể, Bảo Lạc, Hạ Lang, Hà Quảng, Hòa An, Ngân Sơn, Nguyên Bình, Quảng Hòa, Thạch An, Thông Nông, Trà Lĩnh, Trùng Khánh.
Năm 1996, trả hai huyện Ngân Sơn và Ba Bể về tỉnh Bắc Kạn mới tái lập.
Ngày 25 tháng 9 năm 2000, chia huyện Bảo Lạc thành huyện Bảo Lạc mới và huyện Bảo Lâm theo Nghị định số 52/2000/NĐ-CP.
Ngày 13 tháng 12 năm 2001, tái lập hai huyện Phục Hòa và Quảng Uyên từ huyện Quảng Hòa.
Ngày 25 tháng 8 năm 2012, chuyển thị xã Cao Bằng thành thành phố Cao Bằng theo Nghị quyết 60/NQ-CP.
Ngày 1 tháng 2 năm 2020, sáp nhập huyện Thông Nông vào huyện Hà Quảng.
Ngày 1 tháng 3 năm 2020, sáp nhập huyện Phục Hòa, huyện Quảng Uyên và xã Quốc Toản thuộc huyện Trà Lĩnh thành huyện Quảng Hòa; sáp nhập phần còn lại của huyện Trà Lĩnh vào huyện Trùng Khánh. Tỉnh Cao Bằng có 1 thành phố và 9 huyện.
Ngày 16 tháng 6 năm 2025, theo nghị quyết sửa đổi Hiến pháp năm 2013, toàn bộ các đơn vị hành chính cấp huyện tại tỉnh Cao Bằng được giải thể. Cùng ngày, theo nghị quyết sắp xếp đơn vị hành chính cấp xã, tỉnh Cao Bằng có 56 đơn vị hành chính cấp xã, gồm 3 phường và 53 xã.

## Hành chính
Tỉnh Cao Bằng có 56 đơn vị hành chính cấp xã, gồm 3 phường và 53 xã.
| Tên          | Diện tích (km²) | Dân số (người) |
| ------------ | --------------- | -------------- |
| Phường (03)  |                 |                |
| Nùng Trí Cao | 29,31           | 19.507         |
| Tân Giang    | 84,26           | 18.204         |
| Thục Phán    | 55,44           | 41.157         |
| Xã (53)      |                 |                |
| Bạch Đằng    | 141,61          | 4.808          |
| Bảo Lạc      | 118,70          | 10.889         |
| Bảo Lâm      | 161,82          | 14.198         |
| Bế Văn Đàn   | 118,31          | 10.253         |
| Ca Thành     | 109,85          | 4.684          |
| Canh Tân     | 132,26          | 4.513          |
| Cần Yên      | 144,64          | 10.375         |
| Cô Ba        | 134,52          | 8.397          |
| Cốc Pàng     | 170,28          | 10.134         |
| Đàm Thủy     | 114,63          | 12.281         |

| Tên        | Diện tích (km²) | Dân số (người) |
| ---------- | --------------- | -------------- |
| Đình Phong | 113,77          | 10.778         |
| Đoài Dương | 114,48          | 12.536         |
| Độc Lập    | 102,21          | 8.400          |
| Đông Khê   | 125,27          | 9.099          |
| Đức Long   | 106,93          | 5.236          |
| Hạ Lang    | 81,13           | 8.091          |
| Hà Quảng   | 112,25          | 10.997         |
| Hạnh Phúc  | 126,78          | 15.009         |
| Hòa An     | 97,03           | 20.329         |
| Huy Giáp   | 133,76          | 7.373          |
| Hưng Đạo   | 122,43          | 9.354          |
| Khánh Xuân | 109,96          | 6.563          |
| Kim Đồng   | 112,06          | 6.056          |
| Lũng Nặm   | 97,59           | 7.221          |
| Lý Bôn     | 173,25          | 11.807         |

| Tên         | Diện tích (km²) | Dân số (người) |
| ----------- | --------------- | -------------- |
| Lý Quốc     | 102,18          | 5.966          |
| Minh Khai   | 173,40          | 4.437          |
| Minh Tâm    | 106,64          | 8.182          |
| Nam Quang   | 148,16          | 10.140         |
| Nam Tuấn    | 119,66          | 16.310         |
| Nguyên Bình | 99,73           | 9.278          |
| Nguyễn Huệ  | 146,80          | 9.349          |
| Phan Thanh  | 138,09          | 6.647          |
| Phục Hòa    | 122,70          | 14.339         |
| Quang Hán   | 93,61           | 6.918          |
| Quảng Lâm   | 172,93          | 15.245         |
| Quang Long  | 130,15          | 5.768          |
| Quang Trung | 82,60           | 5.975          |
| Quảng Uyên  | 128,05          | 16.689         |

| Tên         | Diện tích (km²) | Dân số (người) |
| ----------- | --------------- | -------------- |
| Sơn Lộ      | 97,38           | 5.578          |
| Tam Kim     | 161,81          | 5.864          |
| Thạch An    | 113,74          | 7.589          |
| Thành Công  | 140,63          | 5.138          |
| Thanh Long  | 118,62          | 6.507          |
| Thông Nông  | 94,29           | 9.458          |
| Tĩnh Túc    | 86,79           | 5.850          |
| Tổng Cọt    | 100,48          | 6.854          |
| Trà Lĩnh    | 74,97           | 10.805         |
| Trùng Khánh | 125,50          | 17.849         |
| Trường Hà   | 143,30          | 12.736         |
| Vinh Quý    | 143,06          | 6.920          |
| Xuân Trường | 122,92          | 5.669          |
| Yên Thổ     | 167,67          | 12.810         |

## Du lịch
Nằm ở phía bắc vùng Việt Bắc, nơi địa đầu Tổ quốc, Cao Bằng được thiên nhiên ưu đãi những tiềm năng du lịch phong phú.

### Thắng cảnh
Cao Bằng có núi, rừng, sông, suối trải dài hùng vĩ, bao la, thiên nhiên còn nhiều nét hoang sơ, nguyên sinh.
Khu vực thác Bản Giốc và động Ngườm Ngao tại huyện Trùng Khánh là một thắng cảnh đẹp. Thác nằm trên dòng chảy của sông Quây Sơn, được ca ngợi là một trong những thác nước đẹp nhất trong khu vực và trên thế giới. Động Ngườm Ngao (dịch theo tiếng địa phương là hang hổ) là thế giới của nhũ đá thiên nhiên gồm hàng nghìn hình khối khác nhau, có cái như đụn gạo, đụn vàng, đụn bạc, hình voi, rồng, hổ báo, mây trời, cây cối, hoa lá, chim muông, các khe suối ngầm róc rách mát rượi. Nơi đây đã hình thành điểm du lịch hấp dẫn, thu hút các du khách đến từ khắp nơi trong và ngoài nước đến thưởng ngoạn.
Ngoài ra phải kể đến hồ núi Thang Hen ở huyện Quảng Hòa, núi Phia Oắc ở huyện Nguyên Bình.
Ngày 12-4-2018, tại Kỳ họp lần thứ 204 tại Paris, Hội đồng Chấp hành UNESCO đã thông qua Nghị quyết công nhận Công viên Địa chất Non Nước Cao Bằng là Công viên địa chất toàn cầu UNESCO (CVĐCTC). Với danh hiệu này, CVĐC non nước Cao Bằng trở thành CVĐC toàn cầu thứ 2 ở Việt nam, sau CVĐC Cao nguyên đá Đồng Văn, Hà Giang.

### Du lịch văn hóa

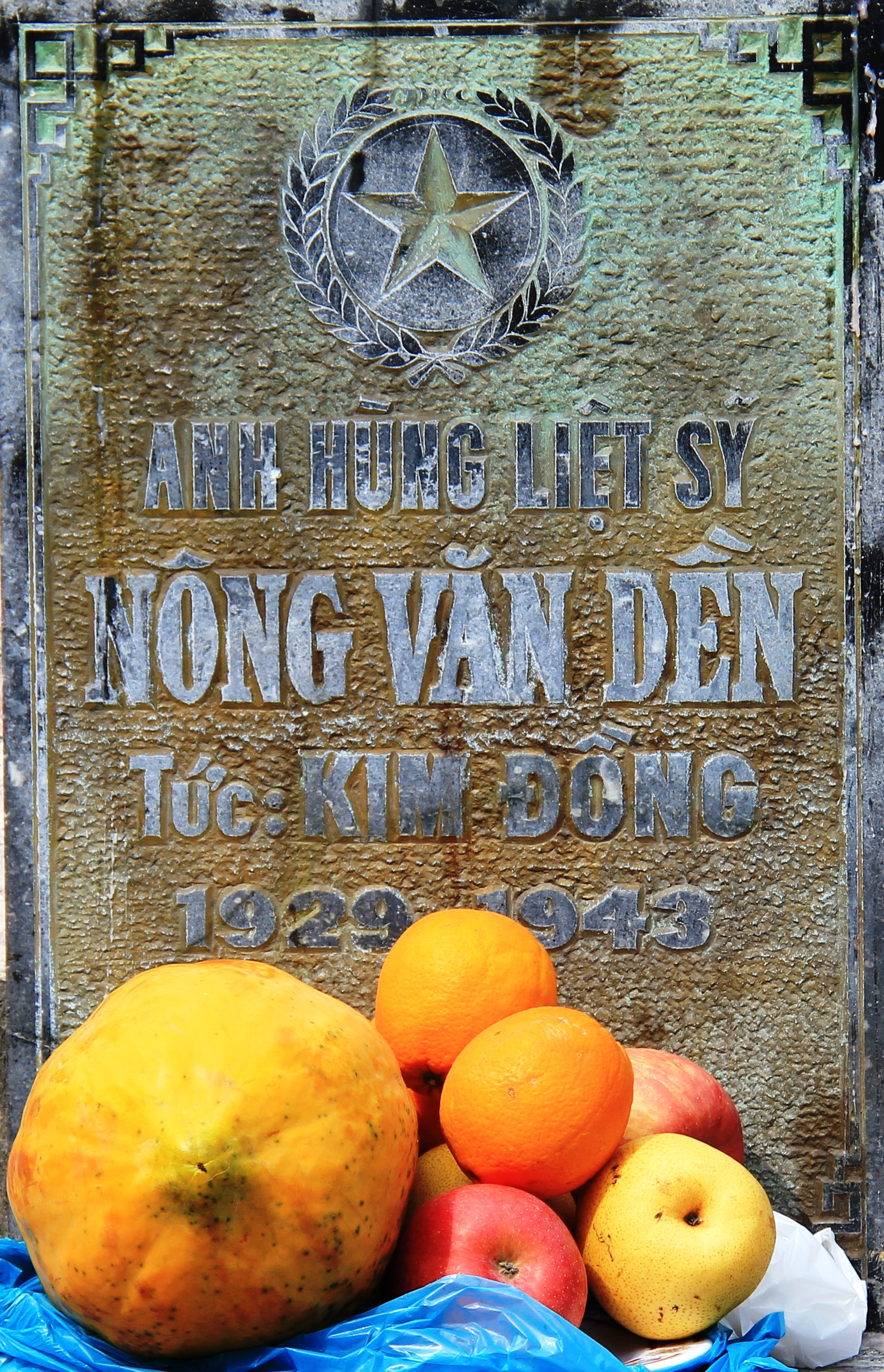
Bia mộ anh Kim Đồng

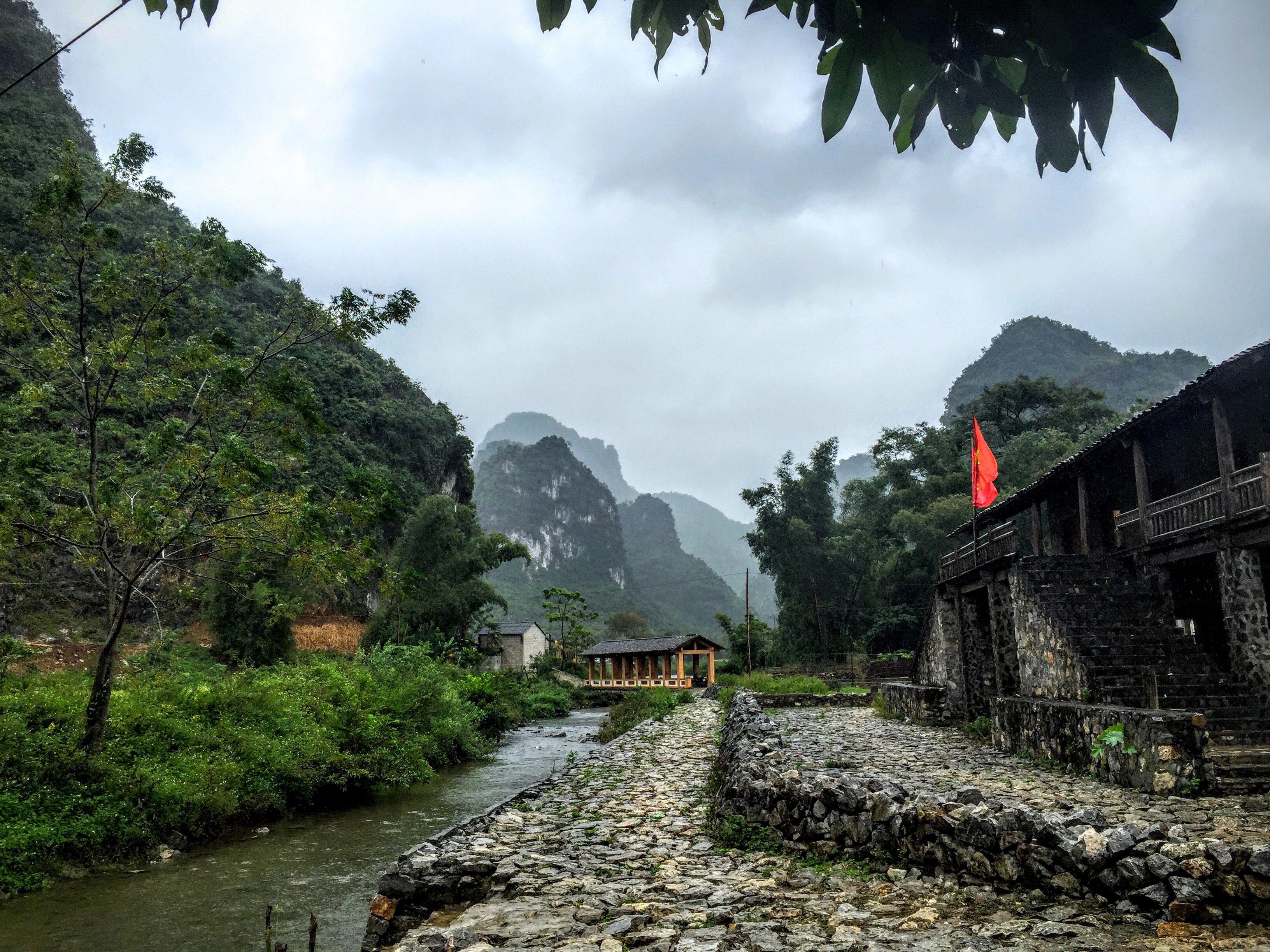
Làng văn hóa dân tộc Tày, Trùng Khánh

Cao Bằng là vùng đất có truyền thống cách mạng lâu đời, là nơi cội nguồn của cách mạng Việt Nam. Tiêu biểu như khu di tích lịch sử cách mạng Pác Bó, thuộc xã Trường Hà, huyện Hà Quảng. Nơi đây Chủ tịch Hồ Chí Minh đã đặt chân về nước, sống và làm việc, lãnh đạo cách mạng Việt Nam giành độc lập cho dân tộc từ năm 1941 đến 1945.
Khu di tích Kim Đồng được xây dựng gồm có mộ anh Kim Đồng và tượng đài khang trang tại chân Rặng núi đá cao đồ sộ, tượng đài anh Kim Đồng với bộ quần áo nùng và tay nâng cao con chim bồ câu đưa thư, trước tượng đài có 14 bậc đá và 14 cây lát vươn cao xanh ngắt. Nơi đây có một khoảng sân rộng, hàng năm thiếu niên và Nhi đồng của tỉnh Cao Bằng, cả nước thường tụ hội tại đây cắm trại, vui chơi ca hát.
Khu di tích lịch sử Rừng Trần Hưng Đạo, huyện Nguyên Bình, nơi đây đã thành lập Đội Việt Nam tuyên truyền giải phóng quân, tiền thân của Quân đội Nhân dân Việt Nam, hay được gọi là Việt Minh. Ở gần đây có Di tích về chiến thắng của Việt Minh trước quân đội Pháp đã chiếm đóng ở hai đồn Phai Khắt và Nà Ngần.
Khu di tích Đông khê thuộc huyện Thạch An tỉnh Cao Bằng: Là chứng tích ghi lại chiến thắng lịch sử thời kỳ đầu kháng chiến của Việt Nam dân chủ cộng hòa chống lại chính quyền Pháp để giải phóng đất nước: Đồn Đông Khê và khu tưởng niệm Hồ Chí Minh đã chỉ huy mặt trận.
Đền Xuân Lĩnh ở huyện Thạch An thờ Trần Quyết. Năm 1682, ông làm tướng tiên phong đi đánh nhà Mạc bị trọng thương và mất. Ông được phong làm Phúc thần, tên hiệu là Kỳ Lịch Đại Vương được dân bản dựng đền thờ phụng. Di tích có ý nghĩa lịch sử về truyền thống đấu tranh, khát vọng hòa bình thống nhất của dân tộc trên vùng cao biên cương địa đầu Tổ quốc.
Chùa Đà Quận tọa lạc tại xã Hưng Đạo, thành phố Cao Bằng. Chùa được xây dựng từ thời Lê đầu đời Cảnh Hưng, chùa từng bị hoang phế. Đến lúc yên hàn chùa được mở rộng tiền đường Phật điện, đúc chuông lớn chu vi 7 thước 5 tấc. Chùa là điểm văn hóa tâm linh và điểm du lịch của vùng.
Làng rèn Phúc Sen là một làng nghề truyền thống ở một vùng sơn cước núi đá vôi thuộc huyện Quảng Uyên đã có cách đây hơn một trăm năm.
Lễ hội mời Mẹ Trăng là lễ hội của người Tày vùng Đông Khê được tổ chức vào đầu mùa xuân sau tết Nguyên Đán kéo dài 7 đến 10 ngày. Hội chỉ mở riêng trong từng bản hoặc có mời thêm các người thân từ các bản lân cận cùng tham gia. Lễ hội với ước muốn cầu Mẹ Trăng ban điều tốt lành, mùa màng bội thu, gia súc cũng nhanh lớn không ốm đau. Lễ hội có nhiều trò vui như giao lưu, đánh quay, đánh yến... Lễ hội kết thúc gọi là Slống Hai tức là tiễn trăng về trời.
Thành Bản Phủ thời nhà Mạc ở thành phố Cao Bằng.

## Ẩm thực
Các đặc sản, ẩm thực Cao Bằng như: miến rong Phia Đén, đường phên Bó Tờ, bánh khẩu si Nà Giàng, chè Đoỏng Lẹng, phở chua Cao Bằng, trám đen, lợn Hạ Lang, bí hương Thạch An, măng ngâm ớt, cốm Nà Pò, lê mắc cọp, bánh khảo Thông Huề, thịt chua, rau sắng, vịt cỏ Trùng Khánh, quả mắc kham, bún khô ngũ sắc Hồng Quang, bánh ngô non, giảo cổ lam, bánh bò Cao Bằng, rượu báng Lũng Cải, bánh trứng kiến, vịt quay Cao Bằng, quýt Quang Hán, bánh chưng đen Bảo Lạc, rau bò khai, bò u Bảo Lâm, rượu men lá Thông Nông, mía vàng Thể Dục, bánh cuốn Cao Bằng, bánh coóng phù, hạt dẻ Trùng Khánh, chè dây, bánh pẻng khua Đông Khê, lạp xưởng hun khói, gạo nếp Pì Pất, măng, gà đen Bảo Lạc, khâu nhục, tương Mẹc Cảng, rau dớn, đường phên Vinh Quý, thịt bò gác bếp, rượu mía Phục Hòa, bánh coóc mò, mận máu Xuân Trường, bánh áp chao, rượu ngô, thạch đen Thạch An, mắc mật, lợn Hương, cá trầm hương Trùng Khánh, bánh cuốn canh Cao Bằng, hoa hồi, nếp cẩm Yên Thổ, chè xanh, đậu phụ chao Thông Huề, lợn sữa quay Cao Bằng, xôi trám, gạo nếp ong Trùng Khánh.

## Kinh tế - xã hội
Năm 2018, Cao Bằng là đơn vị hành chính Việt Nam đông thứ 60 về số dân, xếp thứ 62 về Tổng sản phẩm trên địa bàn (GRDP), xếp thứ 62 về GRDP bình quân đầu người, đứng thứ 49 về tốc độ tăng trưởng GRDP. Với 540.400 người dân, GRDP đạt 14.429 tỉ Đồng (tương ứng với 0,6267 tỉ USD), GRDP bình quân đầu người đạt 26,7 triệu đồng (tương ứng với 1.160 USD), tốc độ tăng trưởng GRDP đạt 7,15%.
Trong bảng xếp hạng về Chỉ số năng lực cạnh tranh cấp tỉnh của Việt Nam năm 2018, tỉnh Cao Bằng xếp ở vị trí thứ 58/63 tỉnh thành.
Thực hiện giai đoạn 5 năm 2016 - 2020, Cao Bằng không ngừng đổi mới, phát triển, đã đạt được những kết quả quan trọng: Tăng trưởng kinh tế ước đạt 6,57%/năm; thu nhập bình quân đầu người ước đạt 1.100 USD/người/năm; tổng vốn đầu tư toàn xã hội đạt 58,72% so với GRDP; thu ngân sách trên địa bàn tỉnh có bước phát triển ổn định, vượt so với dự toán Trung ương giao bình quân 27%/năm; tỷ lệ giảm nghèo bình quân trên 3%/năm, trong đó các huyện nghèo giảm bình quân trên 4%/năm; tỷ lệ che phủ rừng 54,5%; tỷ lệ dân cư thành thị được dùng nước sạch đạt trên 86%; tỷ lệ dân cư nông thôn được dùng nước hợp vệ sinh trên 88%. Giai đoạn 2016 – 2018, có 87 dự án được cấp chứng nhận đầu tư, với tổng số vốn đầu tư: 12.308 tỷ đồng.
Dự kiến cả 17/17 chỉ tiêu đều đạt và vượt kế hoạch đề ra, trong đó một số chỉ tiêu chính như sau: Tốc độ tăng trưởng kinh tế (GRDP) ước tăng 7%; GRDP bình quân đầu người/năm ước đạt 24,9 triệu đồng, tương đương 1.100 USD, đạt kế hoạch;  tổng thu ngân sách trên địa bàn ước đạt 1.550 tỷ đồng, tăng 37,9% so với dự toán TW giao; tổng kim ngạch xuất, nhập khẩu qua địa bàn ước đạt 680 triệu USD. Tổng kim ngạch tính cả kim ngạch giám sát đạt trên 2.500 triệu USD; giảm tỷ lệ hộ nghèo trên 3% theo chuẩn nghèo đa chiều; tỷ lệ che phủ rừng 54,5%. Năm 2018, có 26 dự án được cấp chứng nhận đầu tư, với tổng số vốn đầu tư 2.025 tỷ đồng.

## Giao thông
- Đường bộ có quốc lộ 3, quốc lộ 4A, quốc lộ 4C, quốc lộ 34 đi qua và có dự án đường cao tốc Đồng Đăng – Trà Lĩnh đi qua hiện đang được triển khai xây dựng.
- Đường thủy có sông Bằng Giang chảy qua.

## Hình ảnh

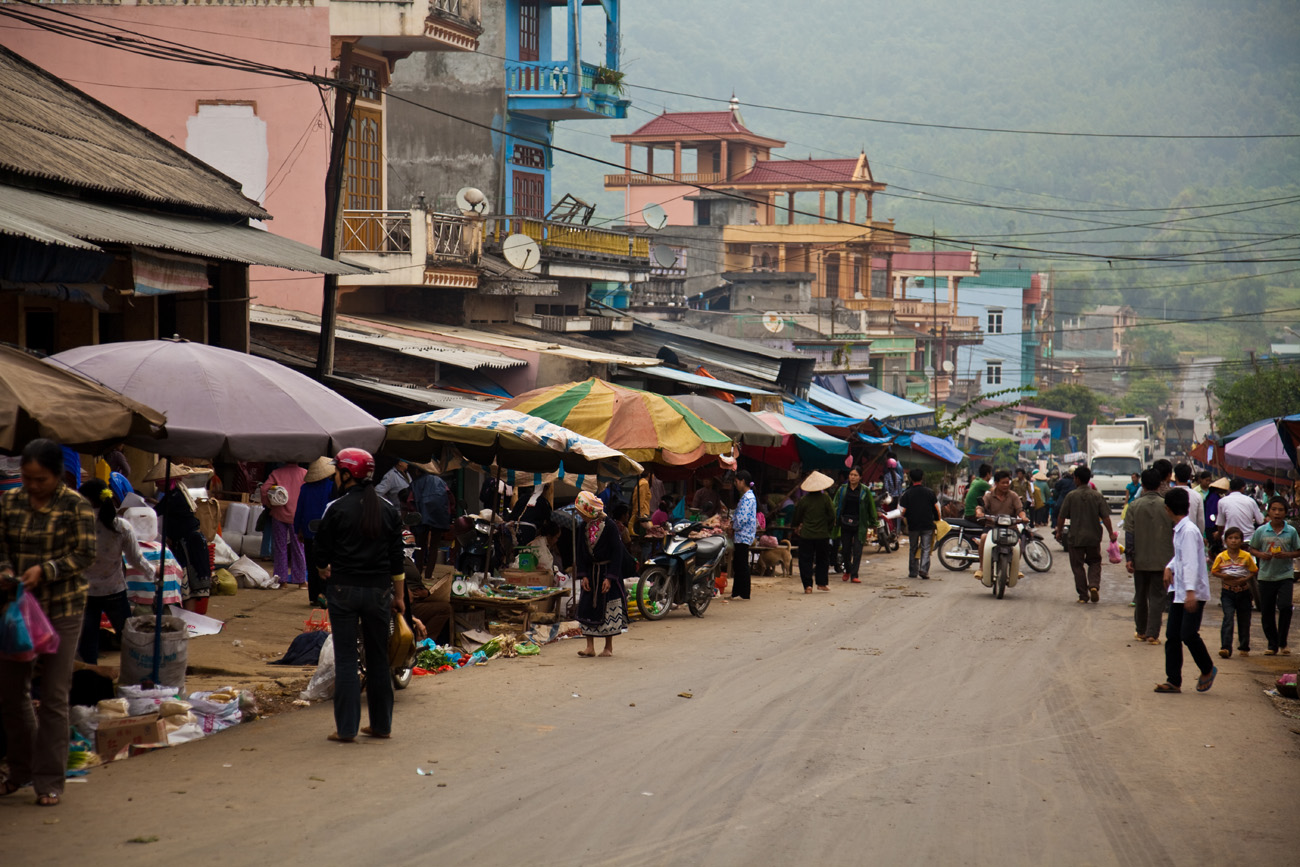
chợ Bằng KhẩuMột khu chợ tại tỉnh Cao Bằng
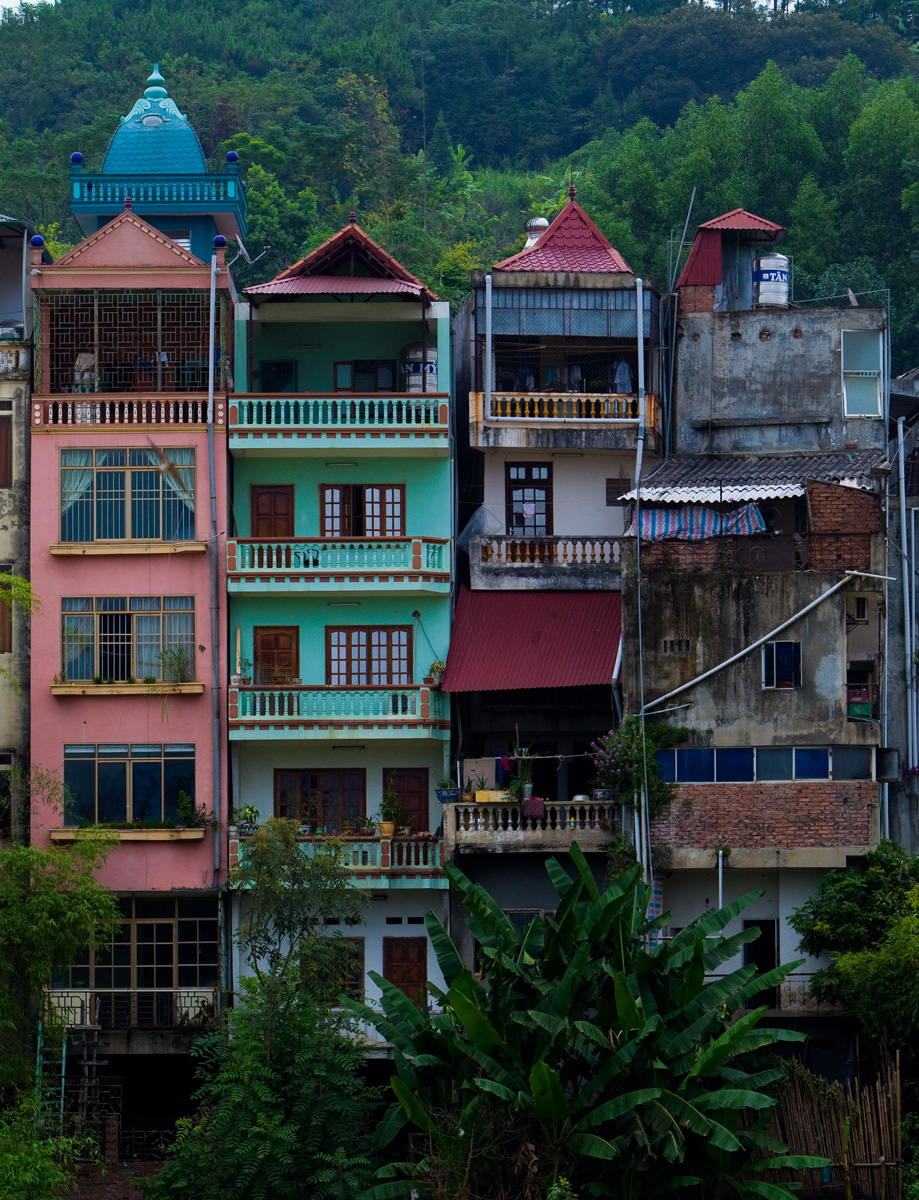
Khu phố bên sông Bằng ở thành phố Cao Bằng
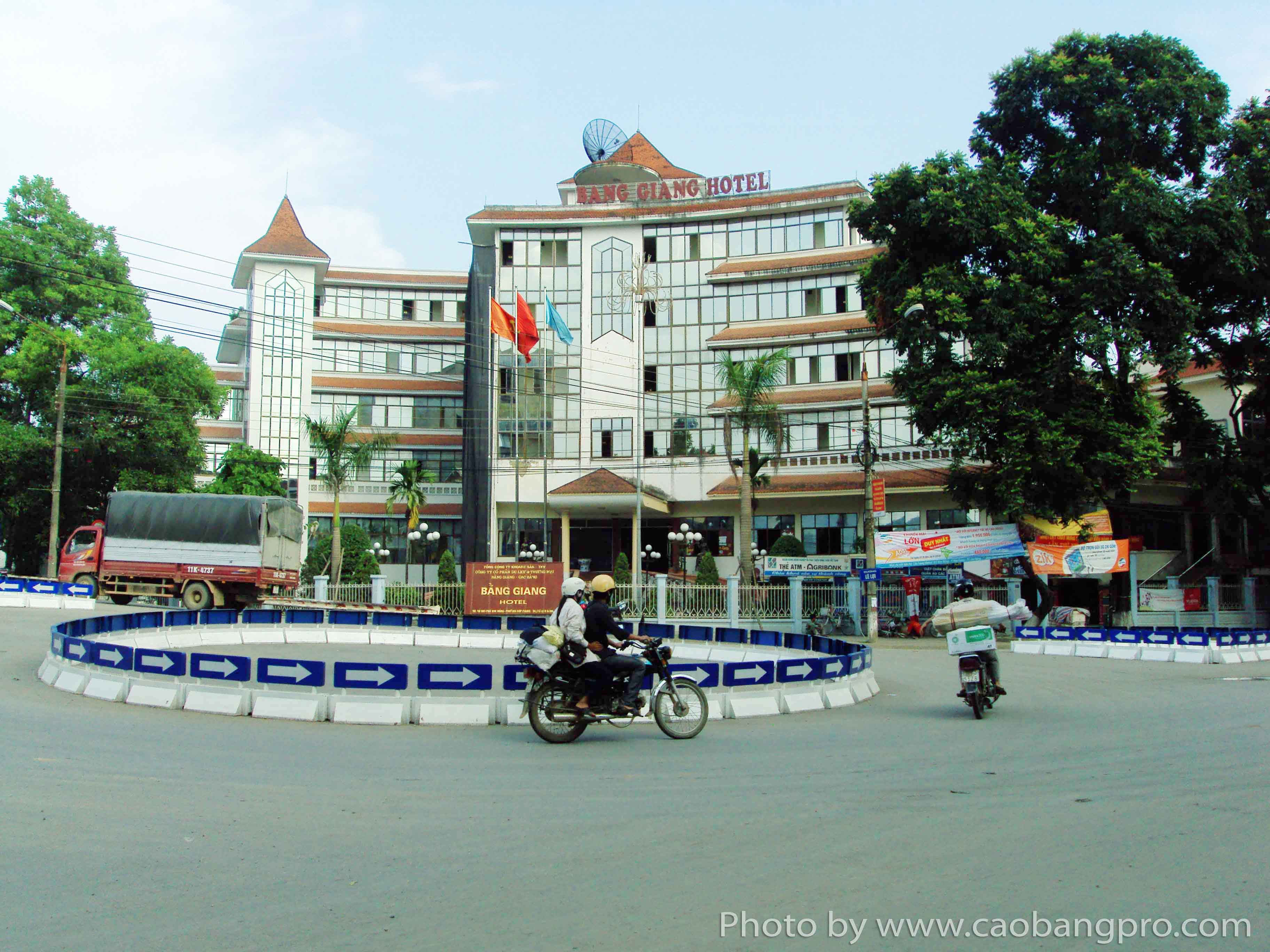
Khách sạn Bằng Giang
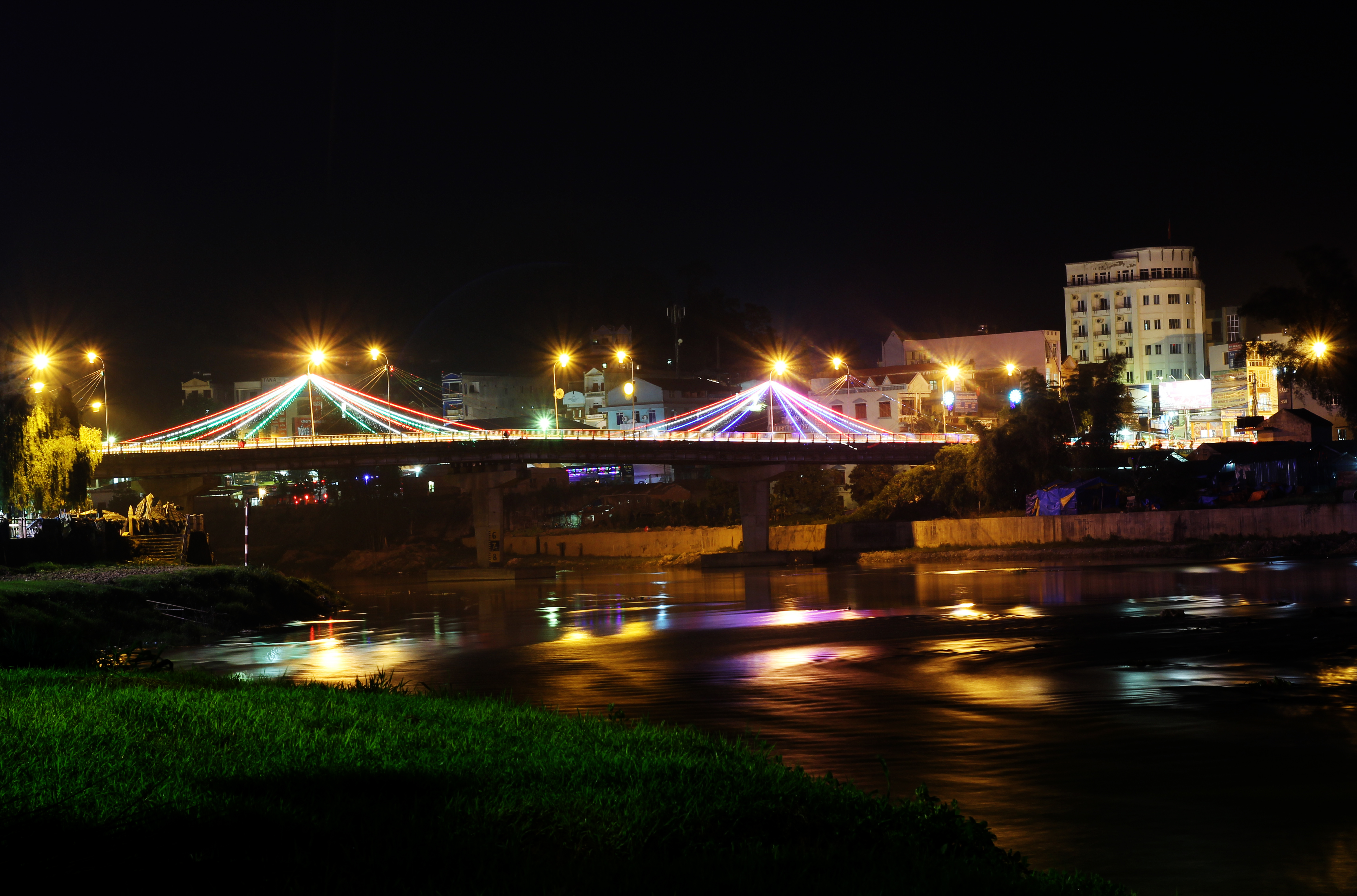
Cầu Bằng Giang
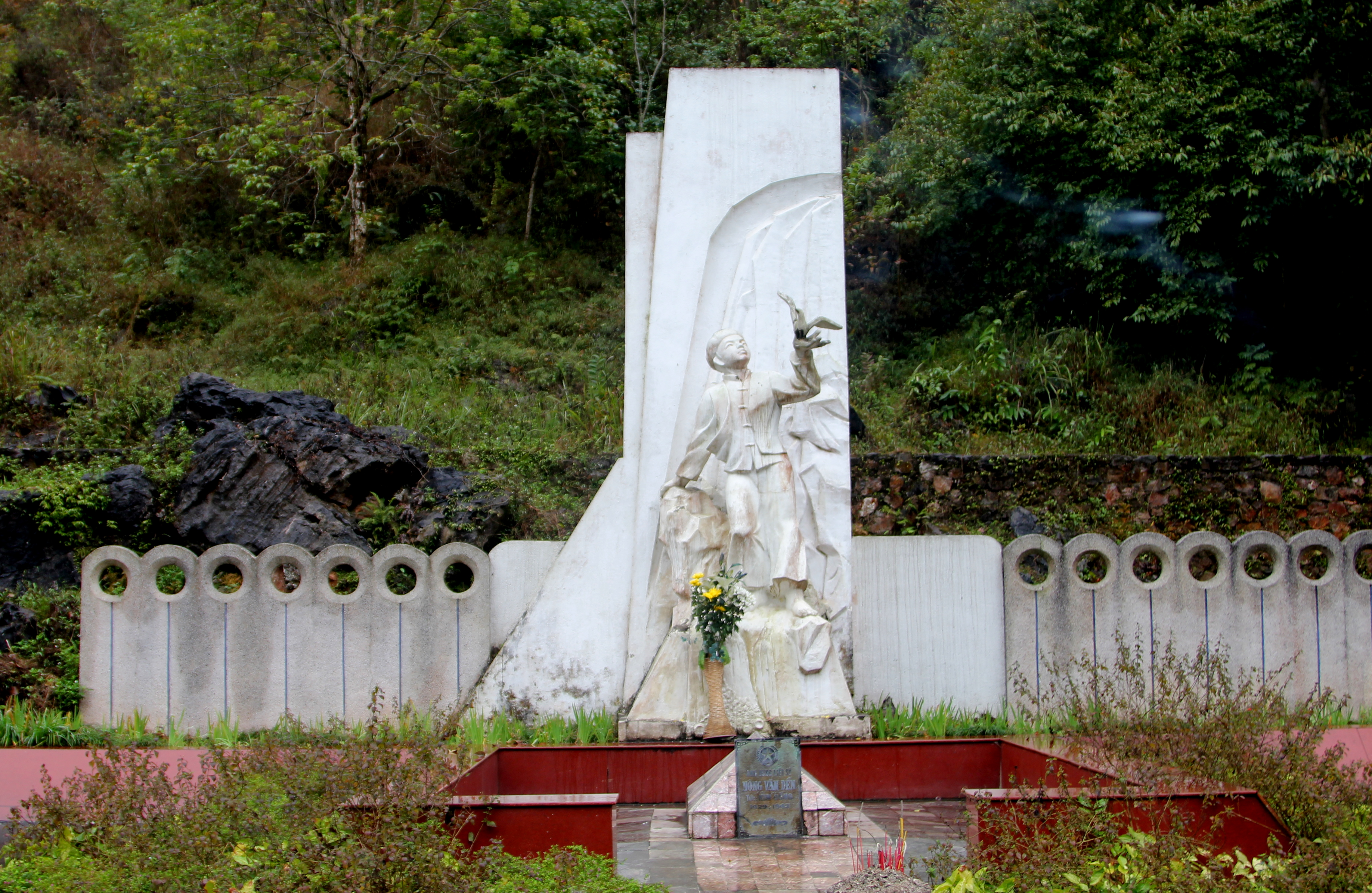
Mộ anh Kim Đồng
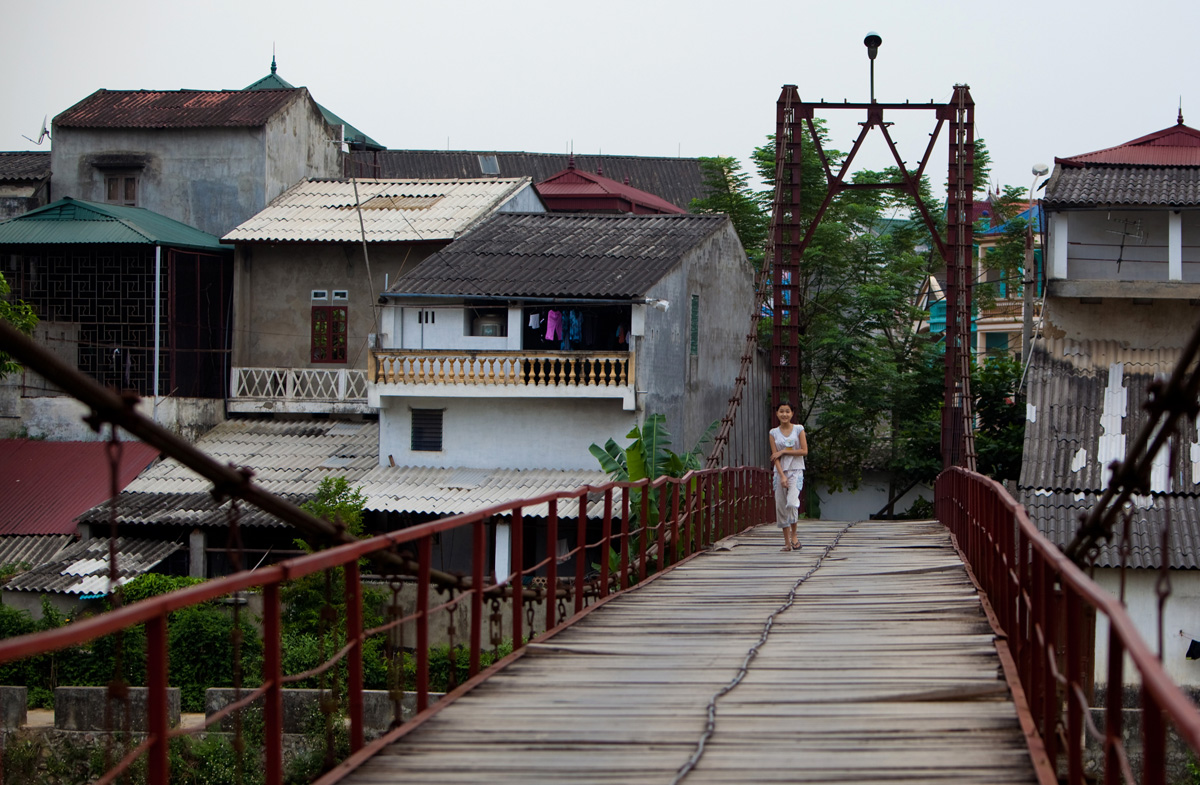
Cầu treo ở trongthành phố Cao Bằng
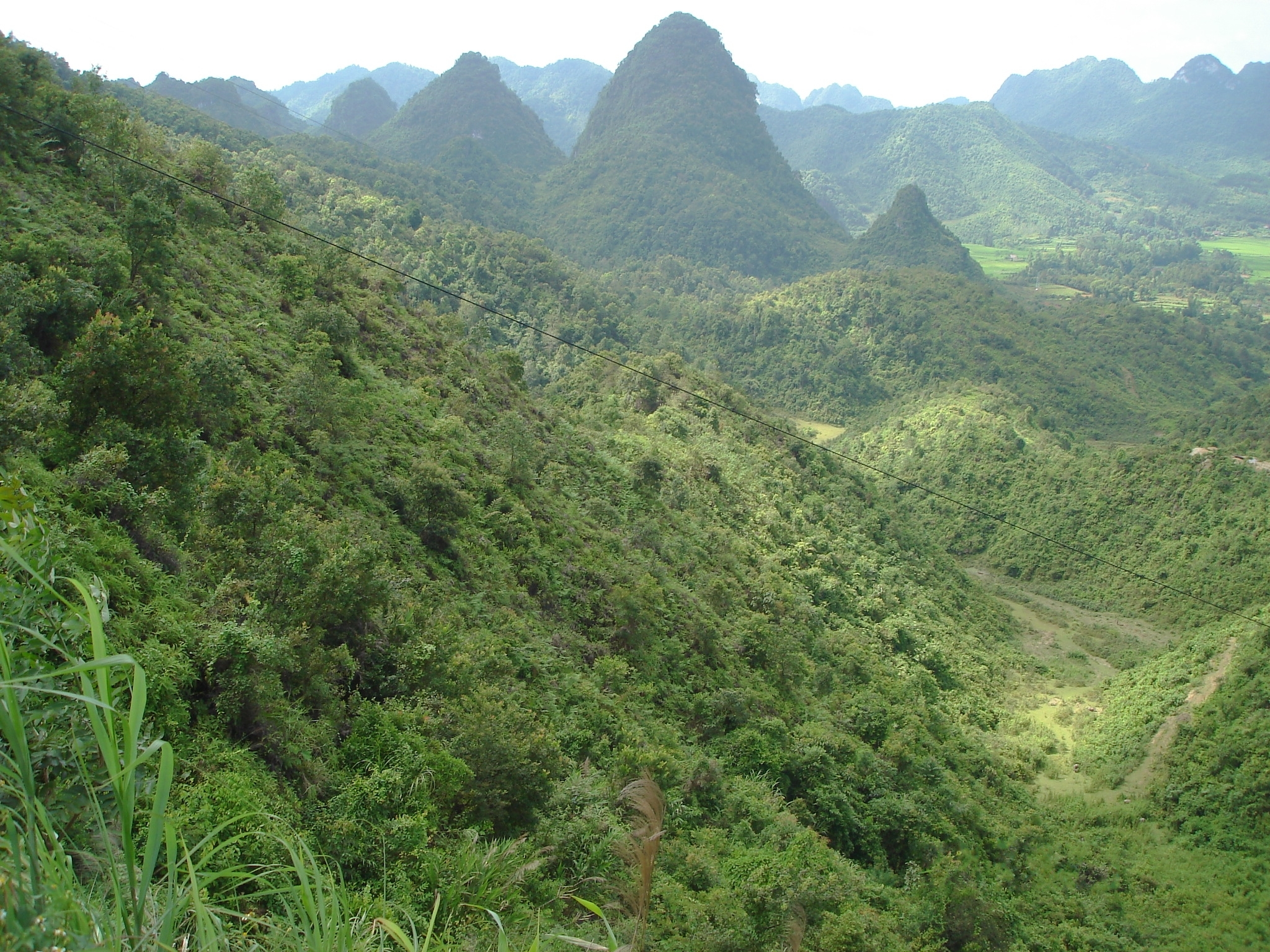
Núi non Cao Bằng
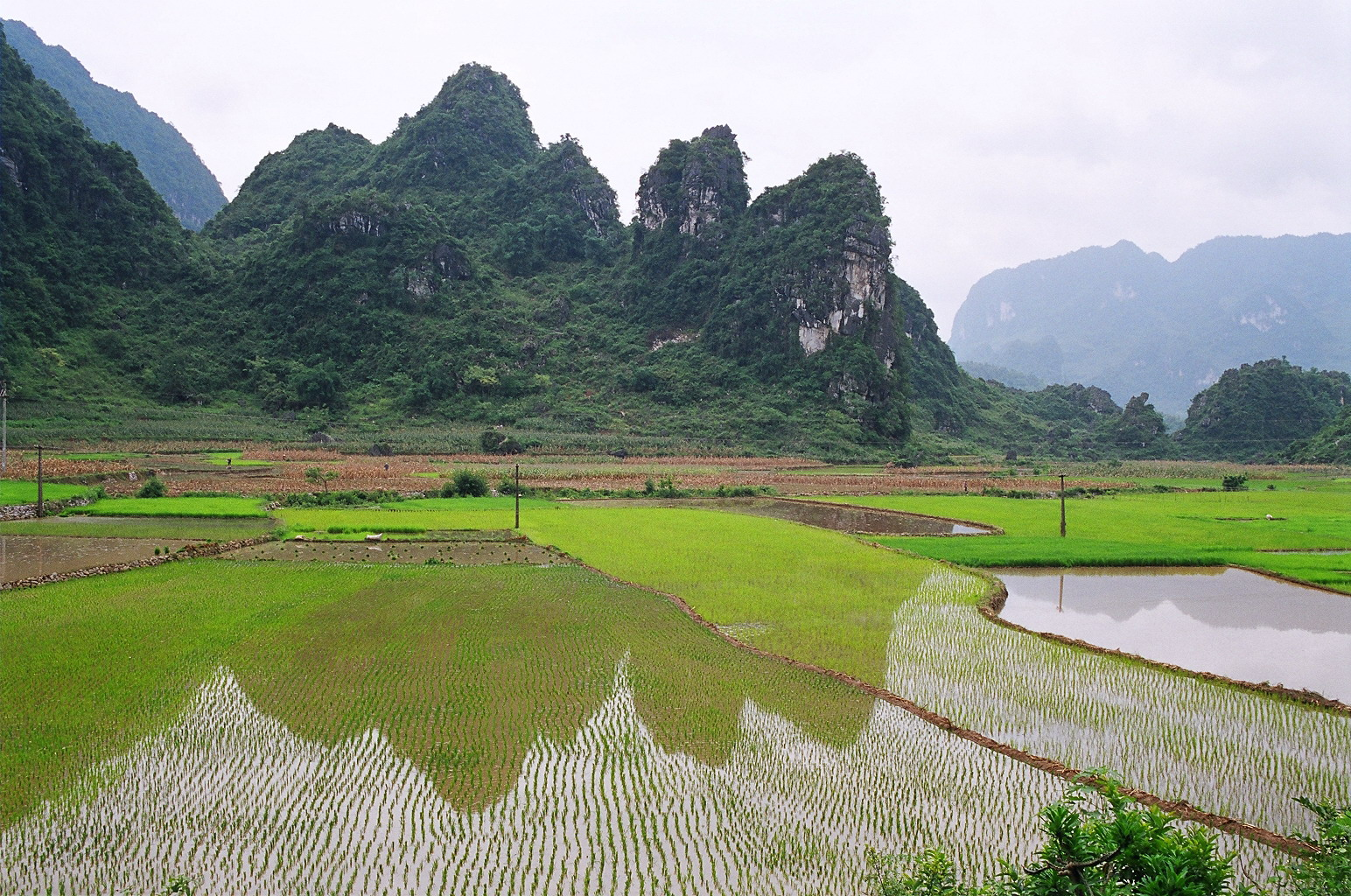
Ruộng lúa tại Cao Bằng
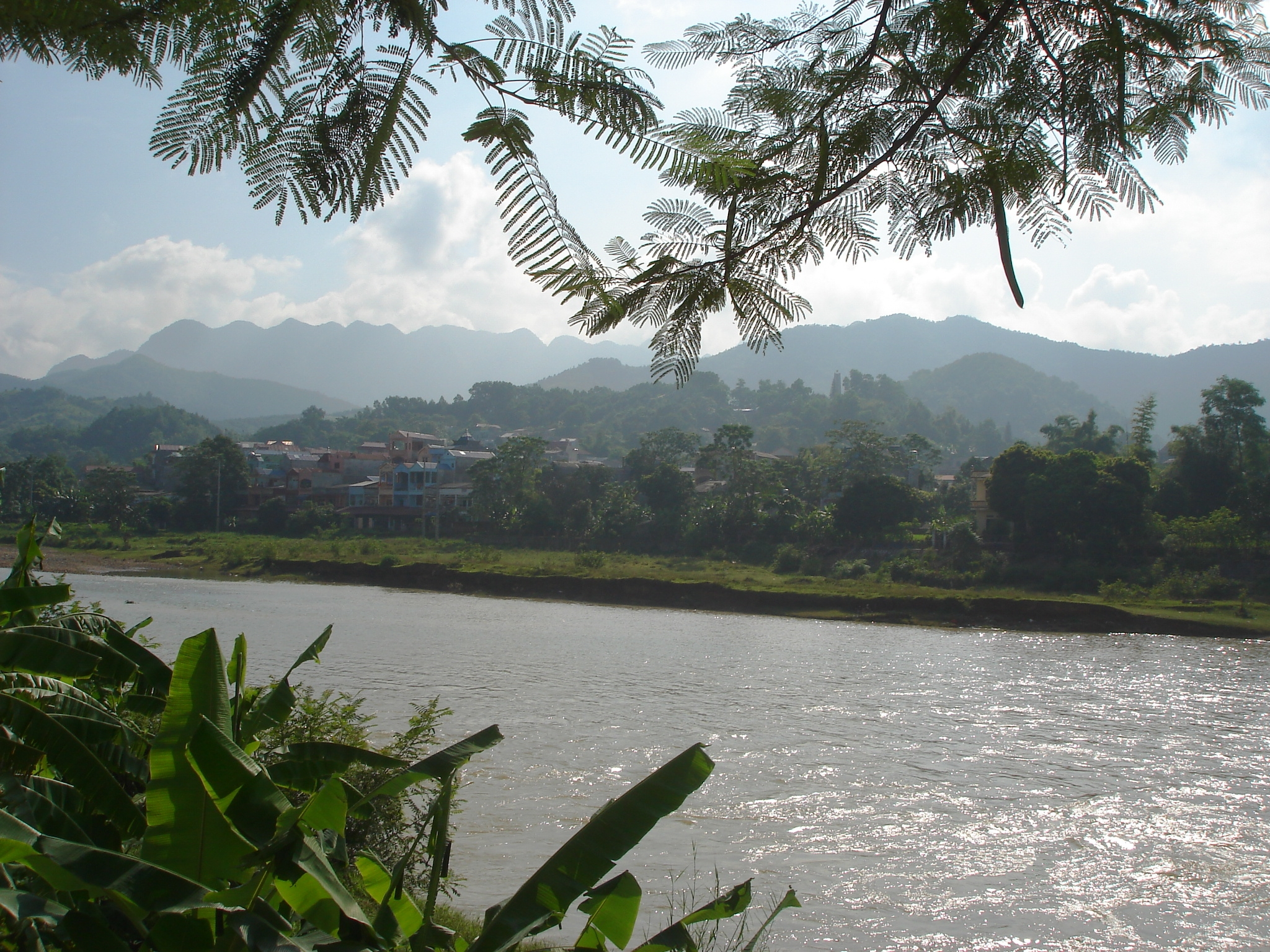
Sông Bằng Giang
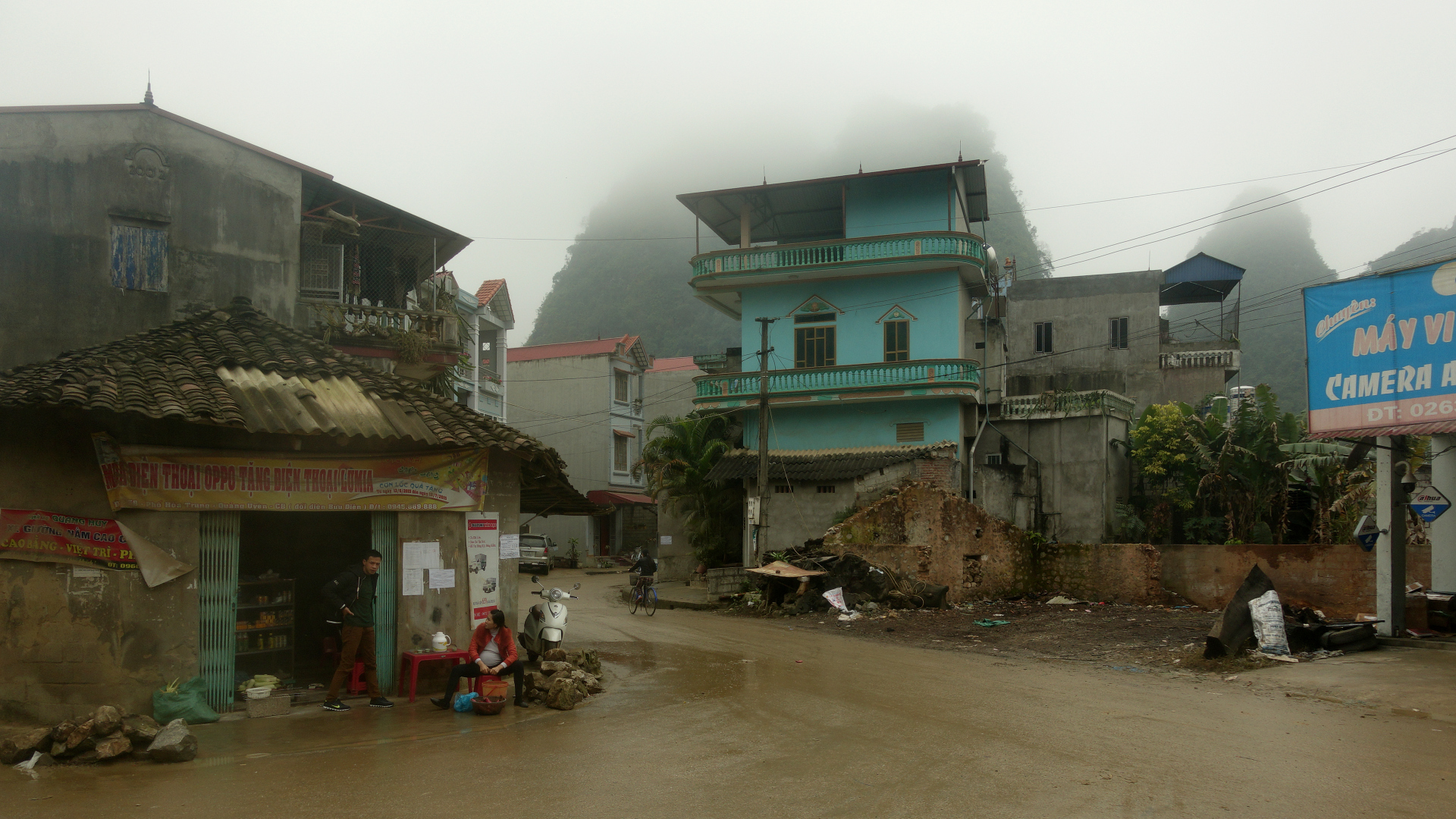
Thị trấn Quảng Uyên
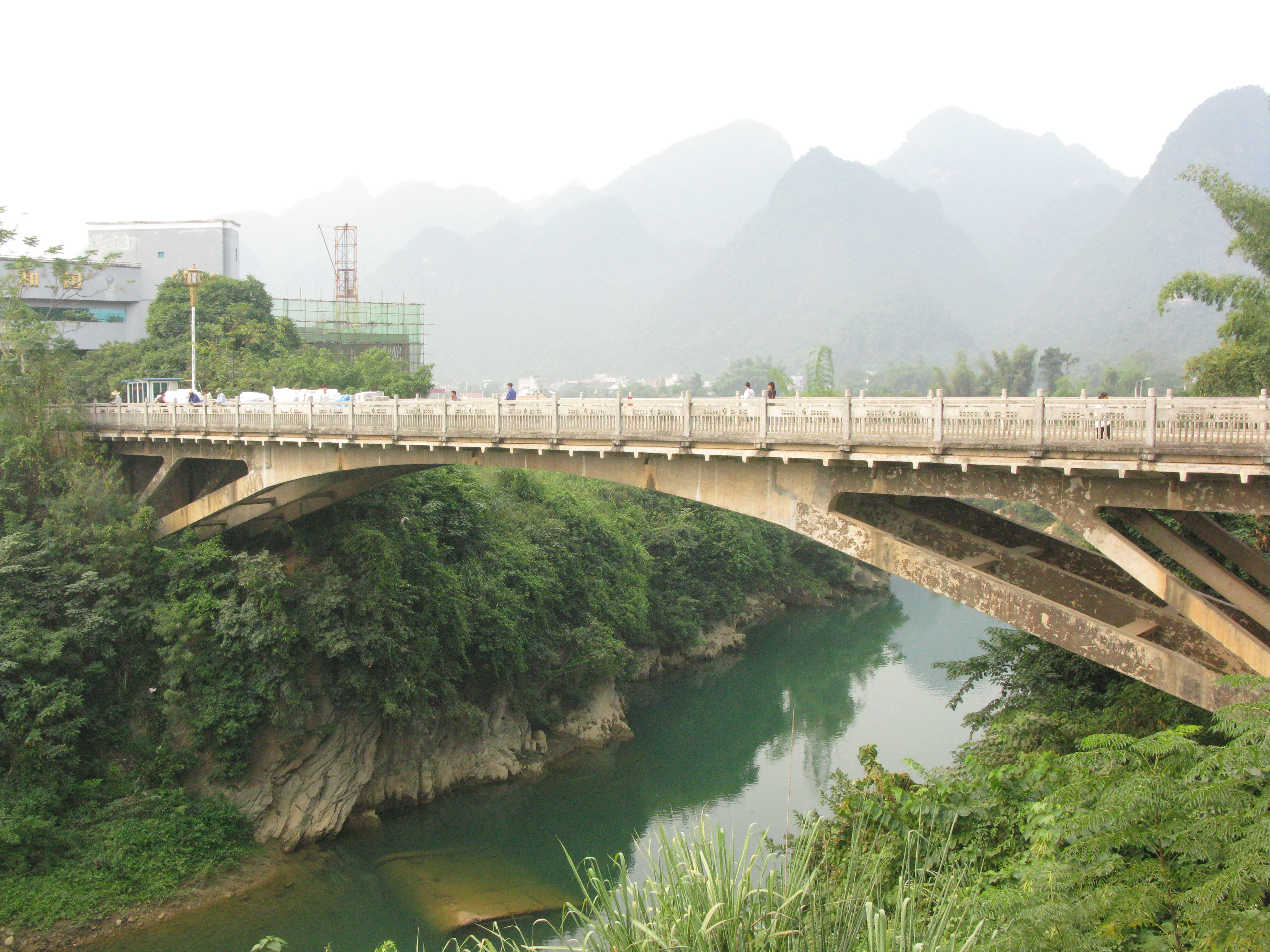
Cửa khẩu Tà Lùng